# IS Open de Tenis
EL IS Open de Tenis es un torneo profesional de tenis perteneciente al ATP Challenger Tour. Se juega desde el año 2012 sobre pistas de tierra batida, en São Paulo, Brasil.
Es uno de los tres torneos de categoría Challenger que se disputa actualmente en la ciudad de São Paulo, junto con el Abierto de São Paulo y el São Paulo Challenger de Tenis.

## Palmarés

### Individuales
| Año  | Campeón         | Finalista   | Resultado |
| ---- | --------------- | ----------- | --------- |
| 2013 | Paul Capdeville | Renzo Olivo | 6-2, 6-2  |
| 2012 | Blaž Kavčič     | Júlio Silva | 6–3, 7–5  |

### Dobles
| Año  | Campeones                     | Finalistas                            | Resultado          |
| ---- | ----------------------------- | ------------------------------------- | ------------------ |
| 2013 | Marcelo Demoliner Joao Souza  | James Cerretani Pierre-Hugues Herbert | 6-3, 3-6, [10]-[6] |
| 2012 | Paul Capdeville Marcel Felder | André Ghem João Pedro Sorgi           | 7–5, 6–3           |